# Faculdade de Direito de Olinda

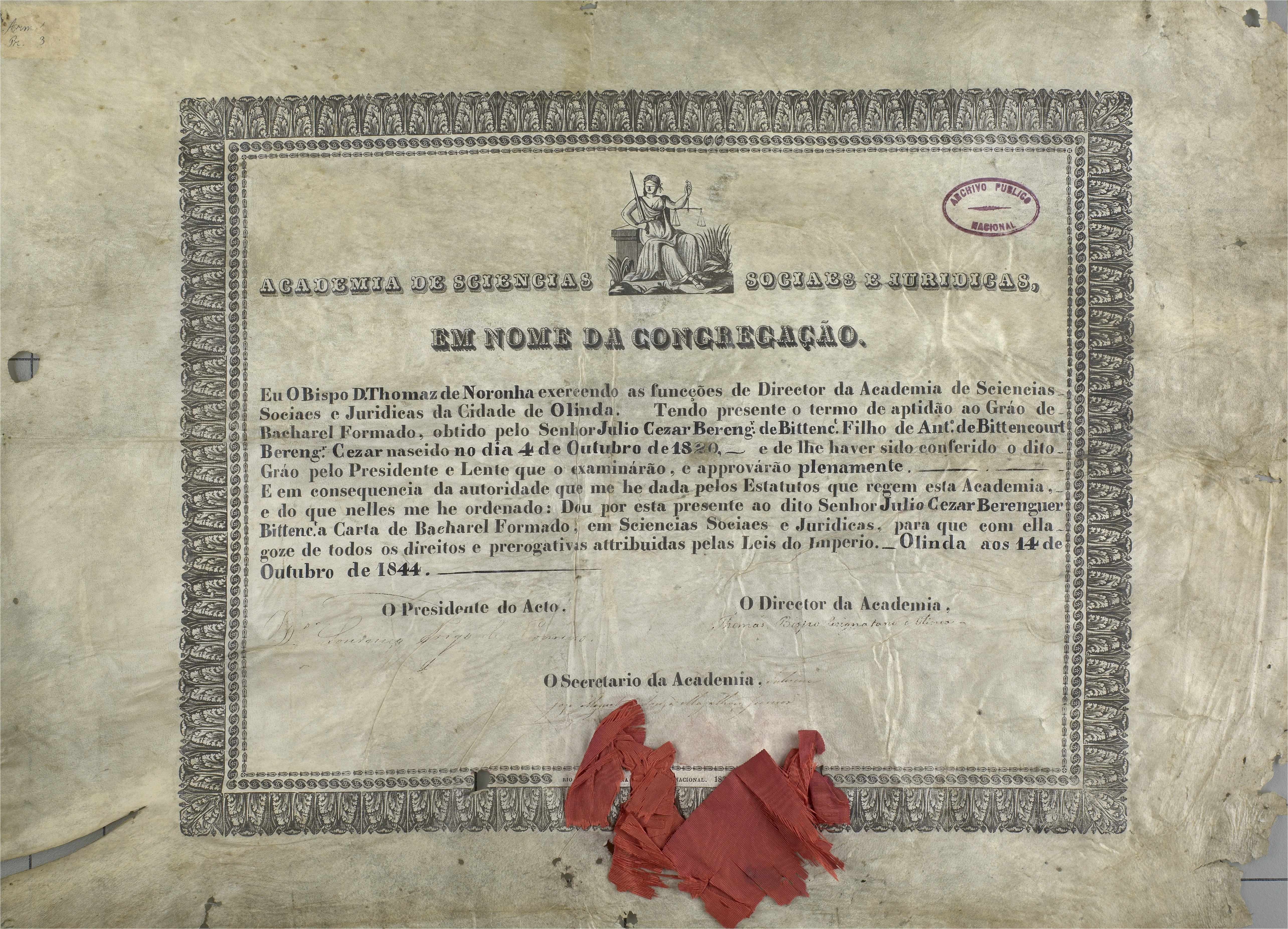
Carta de bacharel passada a Julio Cesar Berenguer de Bittencourt pela Faculdade de Direito de Olinda em 14 de outubro de 1844. Sob a guarda do Arquivo Nacional.

A Faculdade de Direito de Olinda foi fundada em 11 de agosto de 1827 por lei do imperador Dom Pedro I. Nessa data foram criados, simultaneamente, dois cursos de ciências jurídicas e sociais, um na cidade de Olinda e outro na  cidade de São Paulo (Faculdade de Direito de São Paulo), sendo assim a mais antiga faculdade de Direito do Brasil ao lado do curso paulistano. Em 1854 foi transferida para o Recife, quando foi renomeada Faculdade de Direito do Recife.

## História
A faculdade foi instalada no dia 15 de maio de 1828 no mosteiro de São Bento, passando a funcionar em dependências cedidas pelos monges beneditinos. Na inauguração do curso foi realizada uma grande solenidade, com a presença de autoridades civis e eclesiásticas, salvas de artilharia e a celebração de um Te-Deum em ação de graças, sendo a cidade iluminada durante três dias. 
As aulas foram iniciadas no dia 2 de junho do mesmo ano, com 41 alunos oriundos de vários províncias brasileiras e de outros países como Angola e Portugal, matriculados após terem sido aprovados nos exames preparatórios. A primeira turma de bacharéis em ciências jurídicas formou-se em 1832. 
Em 1852, o curso foi transferido do mosteiro de São Bento para o palácio dos antigos governadores, prédio reformado situado no alto da Ladeira do Varadouro, em Olinda, que ficou conhecido pelo nome de Academia. 
Em 1854, a Academia transferiu-se para a rua do Hospício, no Recife, ocupando um velho casarão pouco adequado para as suas funções e por isso apelidado de pardieiro. Depois desta transferência, a instituição passou a se chamar Faculdade de Direito do Recife.